# Fernando Carbone
Fernando Ignacio Carbone Campoverde (Lima, 14 de marzo de 1959-Lima, 18 de noviembre del 2024) fue un médico cirujano y político peruano. Fue ministro de Salud del Perú durante el gobierno de Alejandro Toledo, desde enero del 2002 hasta junio del 2003.

## Biografía
Nació en Lima, el 14 de marzo de 1959, hijo de Juan Carbone Fossa y Nelly Campoverde Ayres. Estudió en el Colegio San Agustín de la ciudad de Lima.
Ingresó a la Universidad Nacional Mayor de San Marcos, a estudiar Medicina. Realizó un Máster en Redes y Servicios de Salud en la Universidad de Barcelona así como un diplomado en Salud Internacional en la Universidad Carlos III de Madrid. Tuvo un posgrados en administración de servicios de salud en IPAE y otro en planificación familiar integral en Centro de Promoción Familiar y de Regulación de la Natalidad (CEPROFARENA), del cual fue asesor consejero. 
Entre 1995 y 2000 fue miembro de la Comisión de Familia de la Conferencia Episcopal Peruana. Entre 1998 y 1999 fue miembro de la Comisión de Ética del Colegio Médico del Perú. 
Desde 1990 fue consultor y conferencista en temas de lucha contra la pobreza, desarrollo, planificación familiar integral, cooperación internacional, planeamiento estratégico y desarrollo organizacional. Se desempeñó como coordinador de proyectos de la Red Medicus Mundi del Perú, asociación privada sin fines de lucro creada en España, y que desde el año 1970,  desarrolla acciones centradas en mejorar el acceso a la red de servicios sanitarios para la población marginada de América Latina, especialmente en comunidades rurales e indígenas.
De 2019 a 2020 fue asesor de la Alta Dirección del Ministerio de Salud.
Fue miembro del partido Renovación Nacional y postuló al Congreso de la República en 1992 y en 1995 sin resultar elegido.
Colaboró con la comisión de Plan de Gobierno de Perú Posible en 2000 y fue miembro de la comisión de transferencia del sector Salud en 2001. 
El 11 de diciembre de 2001 fue nombrado viceministro de Salud por el presidente Alejandro Toledo. Ejerció el cargo durante la gestión del ministro Luis Solari.

### Ministro de Salud
El 21 de enero de 2002, Carbone fue designado como ministro de Salud por el presidente Alejandro Toledo.
Dentro de su gestión, continuó con la implementación del Seguro Integral de Salud, programa iniciado en 2001 que busca brindar servicios de salud a las poblaciones que viven en situación de pobreza y pobreza extrema. De la misma manera, logró la aprobación del proyecto peruano en el Fondo Global de Lucha contra el SIDA, la Tuberculosis y la Malaria en colaboración con la Coordinadora Multisectorial en Salud. También se aprobaron los lineamientos de la política del sector salud 2002–2012, en el que se priorizó la promoción de la salud y prevención de la enfermedad, así como la atención integral y la universalización del aseguramiento en salud.
Durante su gestión apoyó la labor de la comisión investigadora sobre el programa de anticoncepción desarrollada por el gobierno de Alberto Fujimori. En julio de 2002, Carbone presentó el informe final junto al presidente de la comisión Juan Succar Rahme.
Su gestión sufrió dos controversias, en el mismo año, Carbone emitió una propuesta de reforma legal para reemplazar la ley general de salud limitando los derechos reproductivos de diversas formas, incluyendo el otorgamiento de derechos legales a los óvulos fertilizados, desde el momento de la concepción, propuesta que recibió fuertes críticas. Otro motivo por el cual se lo criticó es porque en diciembre la píldora del día siguiente generó una polémica con una ONG y la Iglesia católica, en la cual Carbone mostraba una posición conservadora y se abstuvo de implementar la distribución de la Anticoncepción Oral de Emergencia (AOE) en el país, pese a que demandaban la distribución del producto.
A inicios de 2003, Carbone presidió una comisión multisectorial creada para enfrentar el Síndrome respiratorio agudo grave. Renunció al cargo en junio del mismo año y fue reemplazado por Álvaro Vidal.

## Reconocimientos
- Orden Hipólito Unanue en el grado de Gran Cruz - Ministerio de Salud (2011)
- Premio del Instituto Carlos Slim de la Salud 2014 en la categoría a la Institución Excepcional (por la Red Medicus Mundi)